# آنتونیوس وان دن بروک
 آنتونیوس وان دن بروک (به هلندی: Antonius van den Broek)؛ زاده ۴ مهٔ ۱۸۷۰ درگذشته ۲۵ اکتبر ۱۹۲۶) یک فیزیک‌دان اهل هلند بود.